# Кордильєра-Сентраль (острів Гаїті)
Кордильєра-Сентраль або Центральна Кордильєра (ісп. Cordillera Central, фр. Cordillère Centrale) — гірський масив на острові Гаїті. Пік Дуарте (3098 метрів), найвища точка Кордильєри-Сентраль, є також найвищою вершиною Домініканської Республіки, острова Гаїті та всіх Карибів.

## Географія
Гори Кордильєра-Сентраль мають вулканічне походження і сформувалися в крейдяний період. Спочатку це був ланцюг вулканів. Кордильєра-Сентраль перетинає острів в напрямку північний захід — південний схід. Починається на півострові Сан-Ніколас у Гаїті, заходить на територію Домініканської Республіки в муніципалітетах Лома-де-Кабрера і Ресторасіон і доходить до околиць міст Бані та Сан-Крістобаль.
Найвищі вершини: Пік Дуарте (3098 м), Ла-Пелона (3094 м), Ла-Русілья (3029 м), Монте-Міджо (2200 м), Монте-Тіна (2059 м). На схилах Кордильєри-Сентраль беруть початок найдовші і найповноводніші річки острова: Артибоніт, Яке-дель-Норте, Яке-дель-Сур, Юна, Камю, Бао та інші.